# FC Hämeenlinna
FC Hämeenlinna er en finsk fodboldklub hjemmehørende i Hämeenlinna, som blev grundlagt i 1991. Klubben spillede i 2007-sæsonen i den næstbedste finske række, kaldet Ykkönen, og spiller pt i Lavere række, og afvikler deres hjemmebanekampe på Kaurialan kenttä i Hämeenlinna med plads til godt 4.000 tilskuere.

## Klubbens historie
- Moderklubberne PaKä Hämeenlinna og HPK Hämeenlinna (stiftet 1929) fusionerede i 1991 under navnet Kesko-Team Hämeenlinna. Det nuværende navn fik klubben i 1997.
- Spillede i den bedste finske række (Veikkausliiga) i sæsonerne 2002 (10. plads), 2003 (11. plads) og 2004 (14. plads).
- Finalist i den finske pokalturnering (Suomen Cup) i 2004-sæsonen mod MyPa, som vandt 2-1.

## Tidligere spillere
- Alexandrs Roslovs

## Ekstern henvisning
- FC Hämeenlinna's officielle hjemmeside Arkiveret 9. juli 2007 hos  Wayback Machine (på finsk)